# Dioctria oelandica
Dioctria oelandica är en tvåvingeart som först beskrevs av Carl von Linné 1758.  Dioctria oelandica ingår i släktet Dioctria och familjen rovflugor. Arten är reproducerande i Sverige. Inga underarter finns listade i Catalogue of Life.